# 太平洋後絲鯡
太平洋後絲鯡為輻鰭魚綱鲱形目鲱科的其中一種，分布於東太平洋區，從墨西哥下加利福尼亞半島至秘魯海域，棲息深度可達50公尺，體長可達30公分，棲息在沿岸海域，成群活動，以甲殼類、橈腳類為食，可做為食用魚。

## 擴展閱讀
維基物種上的相關：太平洋後絲鯡